# HD 189695
HD 189695，又名BD+08 4300，SAO 125355、HR 7648，是一颗恒星，视星等为5.91，位于銀經48.74，銀緯-11.25，其B1900.0坐标为赤經19h 56m 8.7s，赤緯+8° -11.25′ 58″。